# Paride Pozzi
Paride Pozzi (Rivarolo Mantovano, 17 novembre 1895 – Pescara, 7 aprile 1981) è stato un architetto italiano.

## Biografia
Nato a Rivarolo Mantovano, partecipò alla prima guerra mondiale guidando per quattro anni una batteria di artiglieria sull'Adamello.
Tra il 1919 ed il 1922 studiò nel Regio istituto di belle arti di Parma, diplomandosi nel corso speciale di Architettura e divenendo professore di Disegno architettonico. 
Nel 1927 sposò Margherita Gasparini, dalla quale avrà cinque figli: Franco, Maria Francesca, Isabella, Franca e Carlo. 
Nel 1928 divenne insegnante di disegno ornato, geometrico e plastico nella Scuola industriale di Ortona a Mare (CH), passando successivamente alla scuola serale di Arti applicate all'industria, sezione fabbri, muratori, meccanici, falegnami. Dal 1933 al 1937 insegnò disegno professionale all'Istituto di San Michele a Roma. Dal 1937 visse a Pescara, insegnando Disegno e Storia dell'arte all'Istituto magistrale e svolgendo la libera professione.
Le prime realizzazioni risalgono agli anni Venti, quando progetta la cappella ai Caduti e la cappella Bresadola, le ville Badalini e Mazza e l'asilo infantile di Rivarolo Mantovano.

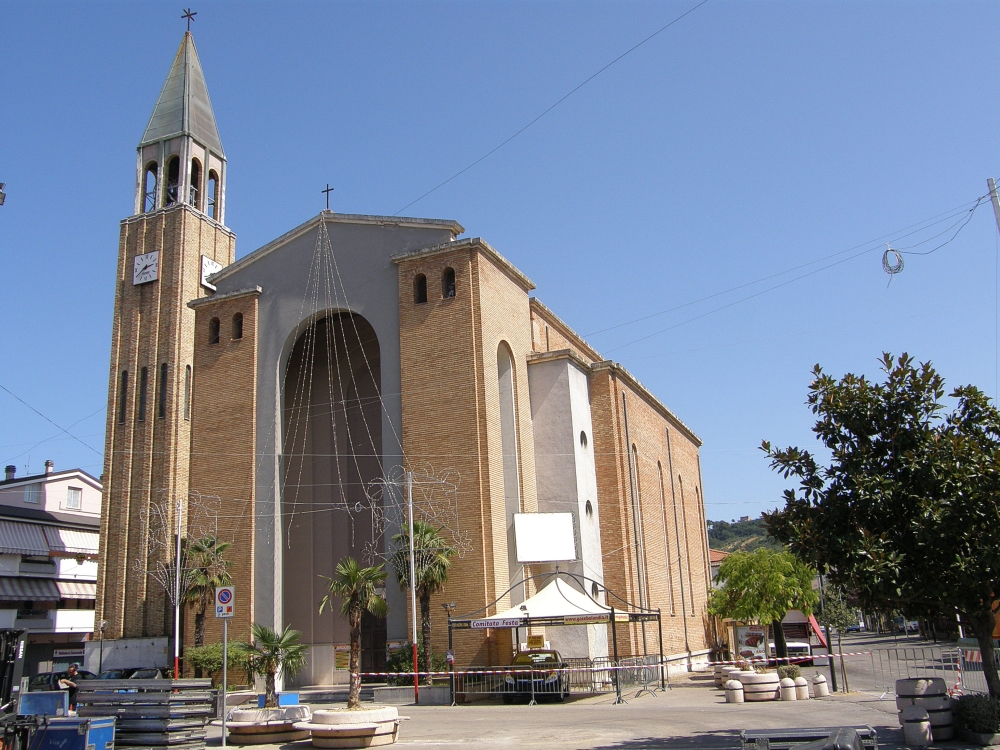
Parrocchia di San Rocco a Sambuceto (San Giovanni Teatino), terminata nel 1947 e demolita nel 2010 per il nuovo santuario progettato da Mario Botta

La sua produzione attraversa un'ampia gamma di stili e tipologie di realizzazioni, con i riferimenti al liberty delle ville De Medio, Ferrara, Suriani, Ciulli-Ruggieri, Cataldi, passando al linguaggio "razionale" dell'albergo di Ortona, alla classicità delle chiese degli anni Cinquanta e Sessanta (Maria Ss. del Rosario e il Ss. Crocifisso di Pescara), al linguaggio moderno di Villa Delfino a Montesilvano. 
A partire dagli anni Quaranta, disegna gli arredamenti interni di case e di negozi a Pescara (Sideri, Polizzi, Di Carlo, Celsi, Monti). 
Negli anni Cinquanta realizza grandi progetti per INA Casa e per svariate cooperative dell'area pescarese e le Ville Del Gallo, Mincarelli, Liberatoscioli, Agresti, Colonnello.
Nello stesso periodo, e fino agli anni Settanta, si dedica alla progettazione di edifici scolastici: le scuole medie di Ortona, le scuole di via del Circuito e di Via Milite Ignoto a Pescara. 
Tutta la sua produzione, però, è caratterizzata da una profonda unitarietà di ricerca e di applicazione che evidenzia nei progetti la sua formazione artistica, essendo accuratamente disegnati e corredati da tavole di particolari, studi e schizzi, che fanno intuire la minuziosa e continua ricerca di approfondimento e di perfezionamento, con la volontà di controllare tutti i passaggi che consentono di realizzare un'architettura piena e completa di tutti i dettagli, da quelli costruttivi a quelli decorativi
Nel 1972 una lunga malattia lo costringe ad abbandonare l'attività professionale e muore a Pescara nel 1981.

## Opere
Progetti principali

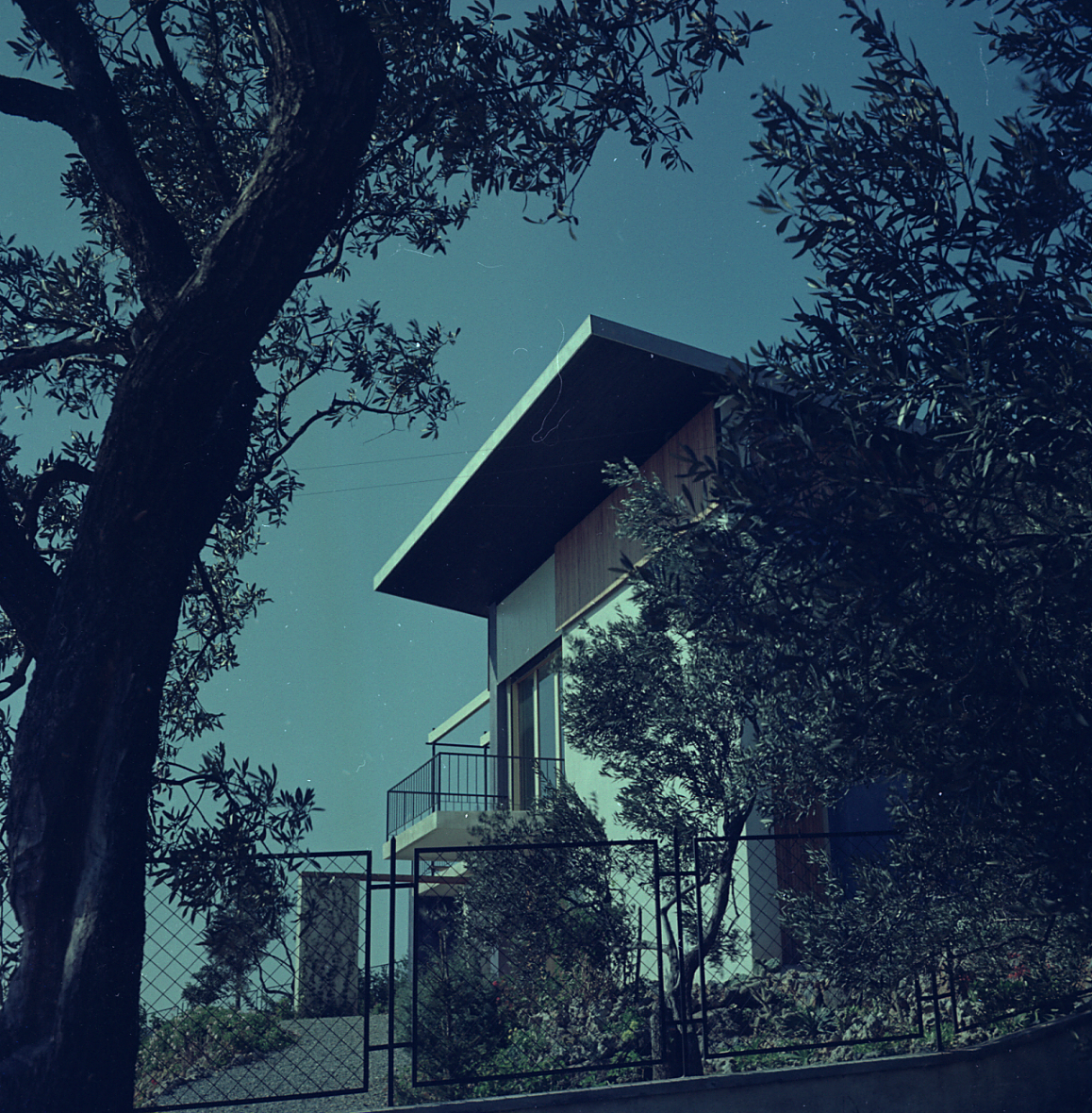
Villino. Foto di Paolo Monti, 1960.

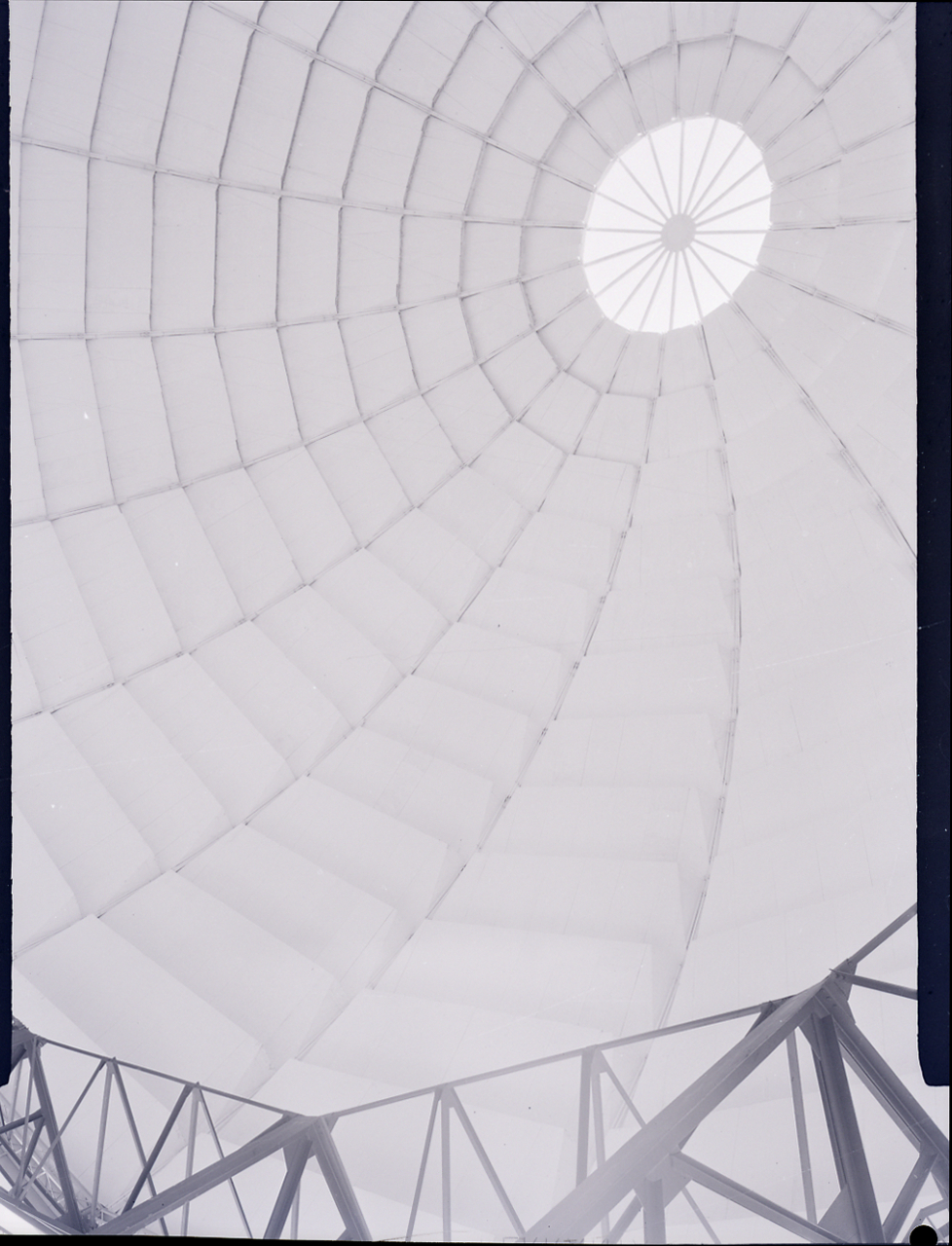
Cupola geodetica, dettaglio. Foto di Paolo Monti, 1965.

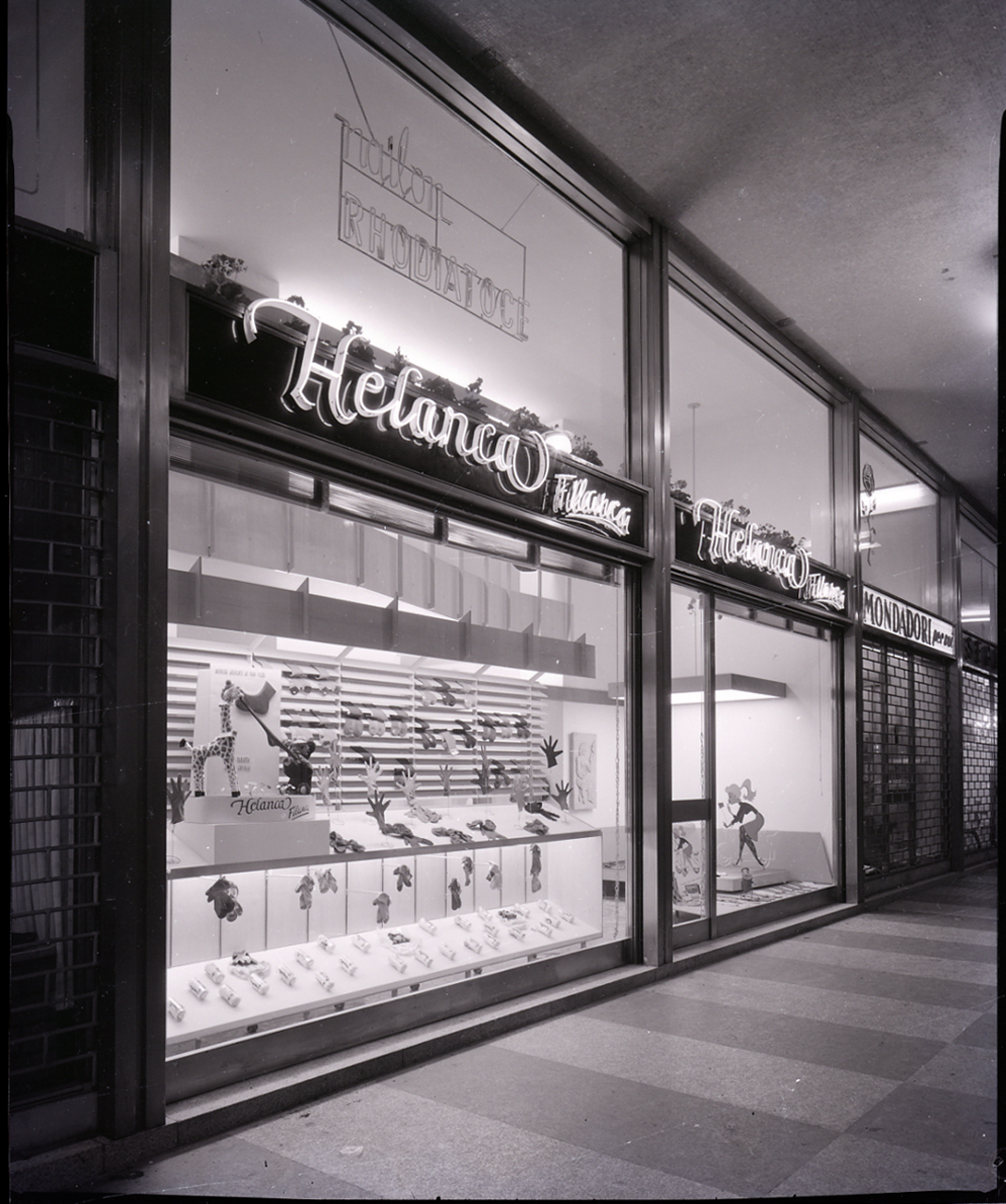
Negozio Helanca, Milano, 1965. Foto di Paolo Monti.

- 1922 Cappella ai caduti, Rivarolo Mantovano (MN)
- 1927 Asilo comunale, Rivarolo Mantovano (MN)
- 1927 Macello pubblico, Rivarolo Mantovano (MN)
- 1929 Villa Cataldi, Pescara
- 1929 Villa Ferrara, Ortona a Mare (CH)
- 1929 Palazzo A.C.A.C.E., Pescara
- 1930 Trasformazione della palazzina Mummolo, Pescara
- 1931 Palazzo Saice, Teramo
- 1932 Cappella Sanvitale, Ortona a Mare (CH)
- 1933 Negozio Cauti, Ortona a Mare (CH)
- 1938 Chiosco benzina Aquila, Pescara
- 1939-1946 Albergo Ortona, Ortona a Mare (CH)
- 1939 Reale istituto tecnico, Ortona a Mare (CH)
- 1940 Arredamento Ente provinciale per il turismo, Pescara
- 1942 Negozio Barbuscia, Pescara
- 1943 Arredo uffici stabilimento Aurum, Pescara
- 1946 Stabilimento e palazzina Di Fonzo, Pescara
- 1946-1947 Orfanotrofio S. Maria di Costantinopoli, Ortona a Mare (CH)
- 1947 Chiesa Parrocchiale, Sambuceto (CH)
- 1948 Negozio Celsi, Pescara
- 1949 Cinema A.S.T.A., Pescara
- 1950 Chiesa di S. Giacomo (poi dell'Adorazione), Pescara
- 1951 Colonia permanente Casa del sole, Ortona a Mare (CH)
- 1951 Ina-casa Colli Madonna, Pescara
- 1951 Azienda di cura e soggiorno (sala Eden e fontana), Ortona a Mare (CH)
- 1953 Villa Delfino, Pescara
- 1953 Chiesa Maria SS. Del Rosario, Pescara
- 1954 Villa Agresti, Pescara
- 1955 Negozio Monti 3, Pescara
- 1957 Liceo scientifico, Pescara
- 1958 Scuola elementare di via del Circuito, Pescara
- 1958-1967 Istituto nautico, Ortona a Mare (CH)
- 1959 Cooperativa Fiorenza, Pescara
- 1963 Albergo Silvi, Silvi Marina (TE)
- 1964 Chiesa SS. Crocifisso, Pescara
- 1968 Ville De Medio, Francavilla al Mare
- 1970 Altare maggiore della Cattedrale di San Cetteo, Pescara

## Archivio
Il 16 novembre 2001 l'archivio Paride Pozzi è stato dichiarato di notevole interesse storico dalla Soprintendenza archivistica per l'Abruzzo  . 
L'archivio comprende documentazione, principalmente disegni,  che raccontano l'esperienza professionale dell'architetto Pozzi e coprono l'arco cronologico 1914 - 1975,.